# Маркало кон Казоне
Марка̀ло кон Казо̀не (на италиански: Marcallo con Casone, на западноломбардски: Marcàll cunt al Casón, Маркал кунт ал Казон) е община в Северна Италия, провинция Милано, регион Ломбардия. Разположена е на 147 m надморска височина. Населението на общината е 6154 души (към 2013 г.).
Административен център на общината е градче Маркало (на италиански: Marcallo).